# Катастрофа Ту-104 под Красноярском
Катастрофа Ту-104 под Красноярском — крупная авиационная катастрофа, произошедшая в субботу 30 июня 1962 года в Берёзовском районе Красноярского края. Авиалайнер Ту-104А авиакомпании «Аэрофлот» выполнял пассажирский рейс SU-902 по маршруту Хабаровск — Белая — Омск — Москва, но через час после взлёта из аэродрома Белая самолёт упал на землю в Берёзовском районе Красноярского края и полностью разрушился. Погибли все 84 человека на борту — 76 пассажиров и 8 членов экипажа.
На тот момент это была крупнейшая авиакатастрофа в Советском Союзе до катастрофы Ту-104 в Нанайском районе (на 2024 год — 26-я).

## Самолёт
Ту-104А с заводским номером 86601301 и серийным 13-01 был выпущен омским заводом № 166 22 декабря 1958 года. Лайнер передали Главному управлению гражданского воздушного флота, которое присвоило ему регистрационный номер СССР-42370 и направило в 202-й авиаотряд реактивных самолётов (Хабаровск) Дальневосточного территориального управления гражданского воздушного флота. Его два турбореактивных двигателя были модели АМ-3М и имели заводские номера 1112105 и 1032190. Пассажировместимость салона составляла 70 мест. При «возрасте» в три с половиной года общая наработка самолёта на день катастрофы составляла 3726 лётных часов.

## Экипаж
- Командир воздушного судна — Василий Тимофеевич Мазицын
- Второй пилот — О. А. Рахимов
- Штурман — Д. М. Соколов
- Бортмеханик — П. У. Лещенков
- Бортрадист — В. М. Карпов
- Стюардессы:
  - В. Панина
  - Л. Бережнова
  - Чепкасова

## Катастрофа
Ту-104А борт СССР-42370 выполнял пассажирский рейс SU-902 из Хабаровска в Москву, с промежуточными посадками в Иркутске и Омске. В 15:53 Ту-104 взлетел с аэродрома Белая (запасной аэродром Иркутска) и после набора высоты занял эшелон 9000 метров, направляясь к следующей промежуточной остановке — Омску. На его борту находились 8 членов экипажа и 76 пассажиров: 62 взрослых и 14 детей. В 16:32 рейс 902 вошёл в зону Красноярского диспетчерского центра. В это время в Красноярском крае наблюдалась хорошая погода без опасных метеоусловий, стояла густая облачность 7—9 баллов с верхней границей 9 — 9,5 километра, которая постепенно опускалась до 6 километров. В 16:50 экипаж доложил, что они находятся в 50 километрах от Красноярска. Согласно показаниям на экране обзорного радиолокатора, местоположение самолёта было определено верно. Затем в 16:53 в Красноярский диспетчерский центр отчаянным и взволнованным голосом было сообщено: Красноярск, сорок два… триста семьдесят, следите за мной, смотрите за мной…. При этом на заднем плане был слышен грохот и странный шум. После этого сообщение прервалось. Как впоследствии было установлено по голосу, это говорил второй пилот Рахимов.
Спустя примерно минуту с момента доклада экипажа о своём удалении, самолёт на эшелоне 9 километров вошёл в снижение, близкое к экстренному, при этом вращаясь вокруг продольной оси. Затем либо на высоте 7 километров он перешёл в сваливание, либо продолжал выполнять разворот со снижением и прогрессирующим креном, а на высоте 4 километра уже перешёл в сваливание. Также, начиная с высоты 7 километров, снижение происходило в облаках, из которых авиалайнер вышел на высоте 800 метров в 3-х километрах от места падения. Сама траектория снижения была относительно пологой со средним углом наклона около 15°—20°. Зацепив верхушки деревьев и начав о них разрушаться, Ту-104 в перевёрнутом положении и под углом 40° с небольшой поступательной скоростью и левым креном врезался в землю у опушки в покрытой лесом ложбине, после чего взорвался, образовав на месте падения воронку. Катастрофа произошла в 16:53 МСК восточнее села Вознесенка Берёзовского района и в 28 километрах восточнее Красноярского аэропорта, разброс обломков составил порядка 200 метров (по другим данным, радиус зоны разброса обломков составлял 500 метров). Общее время от начала развития ситуации и до столкновения с землёй составило около двух с половиной минут. Все 84 человека на борту погибли. На тот момент это была крупнейшая авиакатастрофа в РСФСР и во всём Советском Союзе.

## Расследование
При исследовании тел погибших пассажиров было установлено, что они получили прижизненные ожоги и травмы от огня и летевших со стороны распространения огня предметов. Наиболее сильные повреждения и ожоги у всех исследованных наблюдались с левой стороны и были получены в положении сидя.
Сразу после авиакатастрофы место происшествия было оцеплено солдатами. Площадь оцепления оказалась весьма значительной. К расследованию авиакатастрофы приступила правительственная комиссия. Самолёт упал в покрытую лесом ложбину. По сбитым верхушкам сосен комиссия установила, что падал он не вертикально, а по пологой траектории. Задев деревья, фюзеляж лайнера переломился. Этими обстоятельствами и объяснялась большая площадь обломков. В процессе изучения обломков комиссией генерал-майор Зеленский (заместитель начальника конструкторского бюро им. Туполева) обнаружил фрагмент обгоревшей обшивки фюзеляжа с левого борта. Изначально эта часть конструкции находилась в районе 20-го шпангоута у иллюминаторов первого салона. В куске металла зияло отверстие диаметром 20 сантиметров, причём обгоревшей была не внешняя сторона обшивки, а внутренняя. При этом изнутри фрагмент был механически повреждён: некий предмет пробил обшивку лайнера и взорвался внутри.
Первоначально комиссия по расследованию катастрофы пришла к выводу, что её причиной явилось сваливание в кучевой облачности в процессе экстренного снижения или при выводе из него и потеря пространственной ориентировки в сложной обстановке, что при низкой облачности не дало возможности вывести самолёт. Причиной экстренного снижения был предположительно назван пожар или какое-либо другое происшествие в пассажирской кабине. Однако позднее стало известно, что одна из частей ПВО, дислоцировавшаяся в районе Маганска, проводила учебные пуски зенитных ракет. Было сообщено, что одна из ракет, потеряв в условиях прохождения через грозовой фронт свою цель, перенацелилась на гражданский самолёт и поразила его в левый борт.
Однако разработанные к тому времени системы ПВО (С-75 и С-125) использовали радиокомандное наведение, их ЗУР не имели системы самонаведения, что применительно к этой версии означает ошибку либо наземного радиолокатора обнаружения, либо радиолокатора целеуказания.
По засекреченной в то время версии, самолёт незначительно отклонился от курса и начал приближаться к запретной зоне Красноярска-26, в результате чего военные поразили цель.

### Комментарии
1. ↑  Здесь и далее (кроме уточнения в скобках) указано Московское время.